# 9205 Eddywally
A 9205 Eddywally (ideiglenes jelöléssel 1994 PO9) a Naprendszer kisbolygóövében található aszteroida. Eric Walter Elst fedezte fel 1994. augusztus 10-én.